# 橋本聖二
橋本 聖二（はしもと せいじ、1935年3月25日 - 2021年2月21日）は、日本の政治家。東京都日の出町長（3期）。

## 来歴
現在の東京都西多摩郡日の出町に生まれる。東京都立五日市高等学校中退。日の出町職員となり、都市開発課長、特命参事などを経て、日の出町議会議員となる。町議を4期務める（自民党）。
2010年、引退する日の出町長青木国太郎の後を受けて、町長選挙に立候補、初当選した。
町長時代は青木前町長の75歳以上の医療費無料化など、日本一の福祉政策を継承する。
2014年に再選。2018年に無投票で三選した。
2021年2月21日、急性腎不全のため死去した。